# Věra Vítová
Věra Vítová je česká lokální politička. V letech 1998 až 2002 byla starostkou města Teplice nad Metují v okrese Náchod.

## Činnost

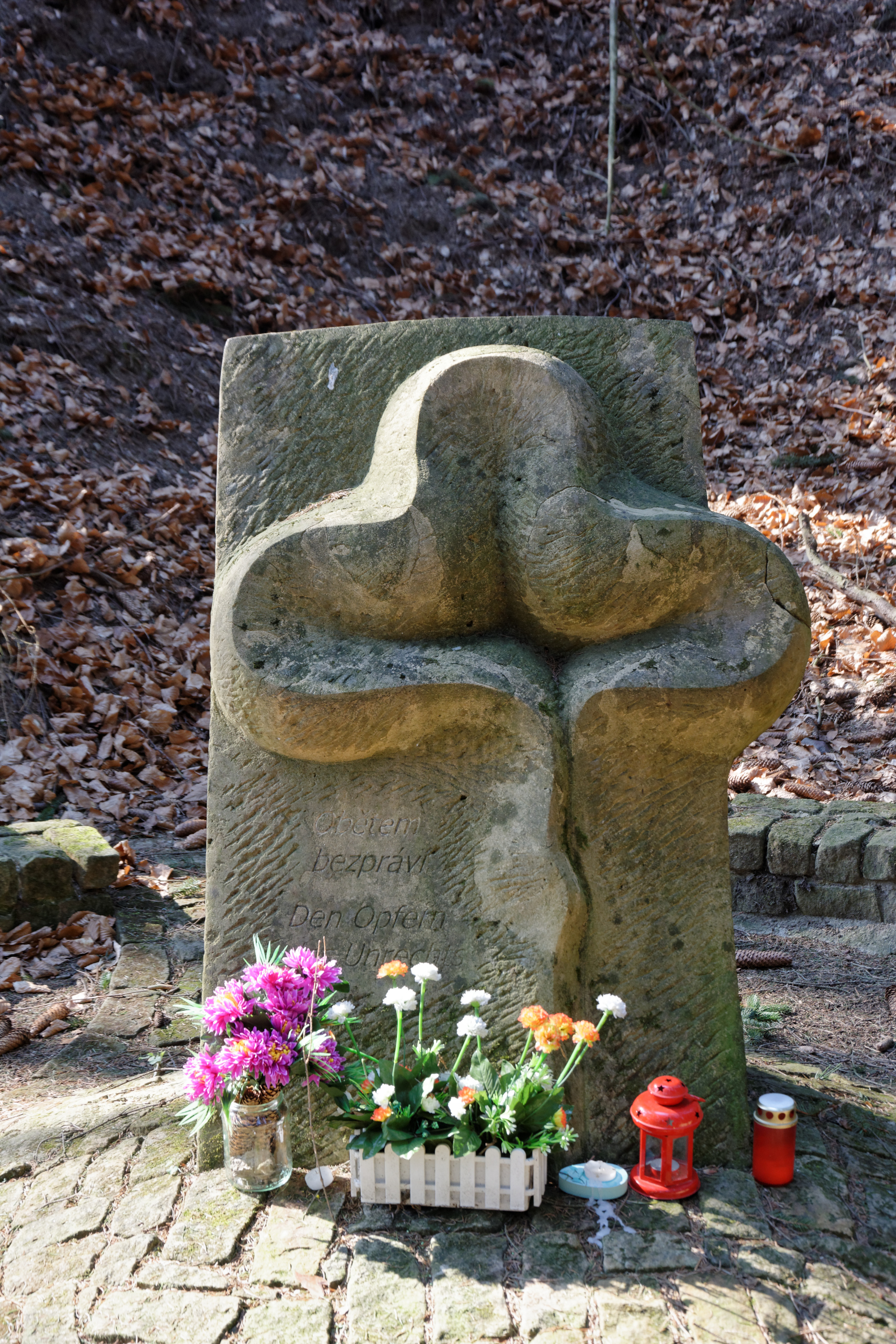
Kříž smíření na Bukové hoře - památník obětem divokého odsunu v létě 1945. Česko-německý nápis na památníku zní: Obětem bezpráví - Den Opfern des Unrechts.

Jako nestranická starostka nechala během svého funkčního období v roce 2002 v Teplicích nad Metují vztyčit Kříž smíření za sudetské Němce zavražděné na Bukové hoře v roce 1945 a za všechny oběti národnostních konfliktů tohoto regionu. Za toto odvážné znamení dialogu mezi Němci a Čechy obdržela v roce 2003 Cenu za lidská práva Franze Werfela.